# Circonscription électorale de Dorneck-Thierstein

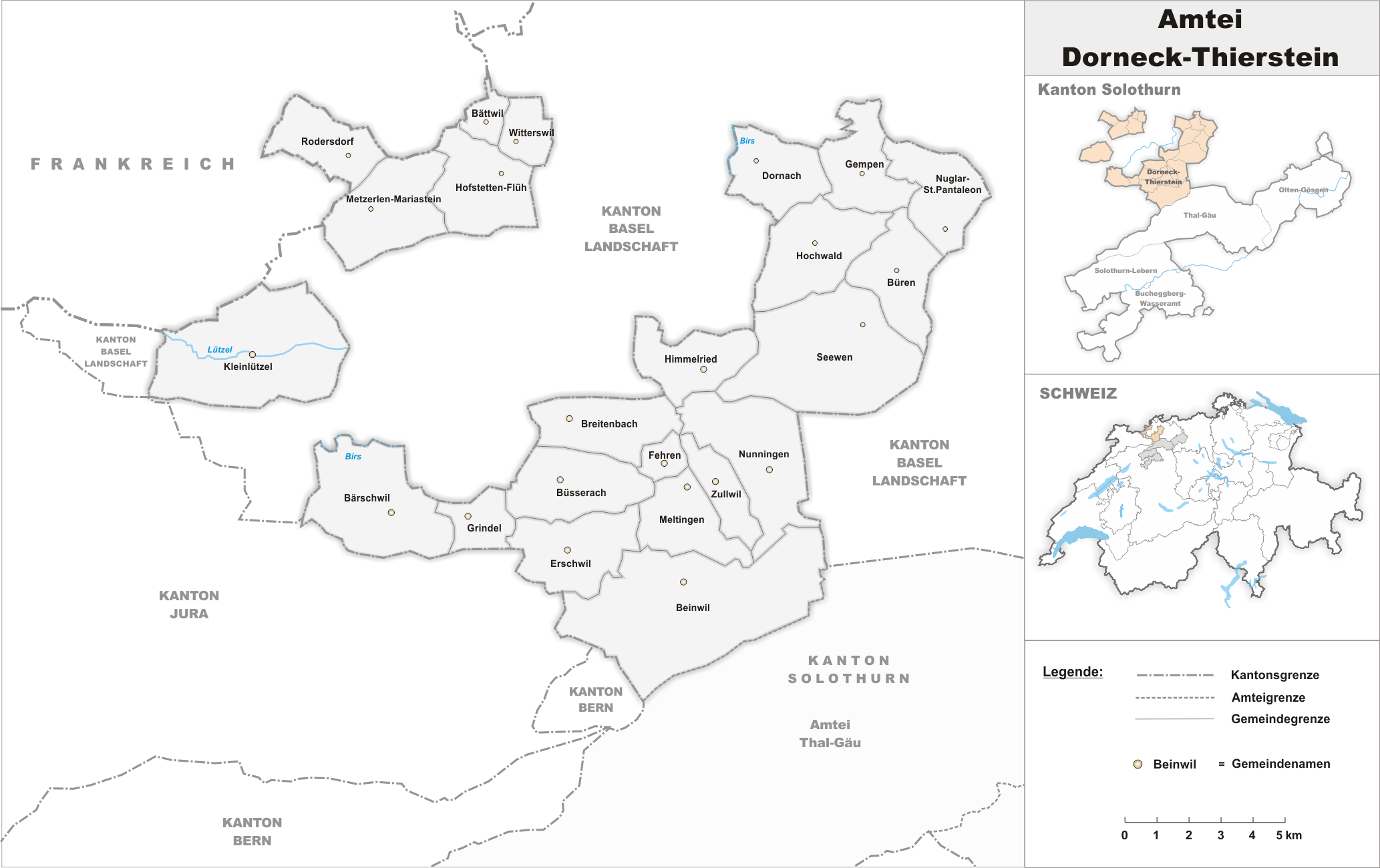
Carte de la circonscription électorale.

La Circonscription électorale de Dorneck-Thierstein est une circonscription électorale du canton de Soleure en Suisse. Créée en 2005, elle regroupe les districts de Dorneck et de Thierstein, soit 23 communes et près de 32 600 habitants. 
La circonscription permet d'élire 13 députés au Grand Conseil du canton de Soleure.